# Giambattista Pittoni

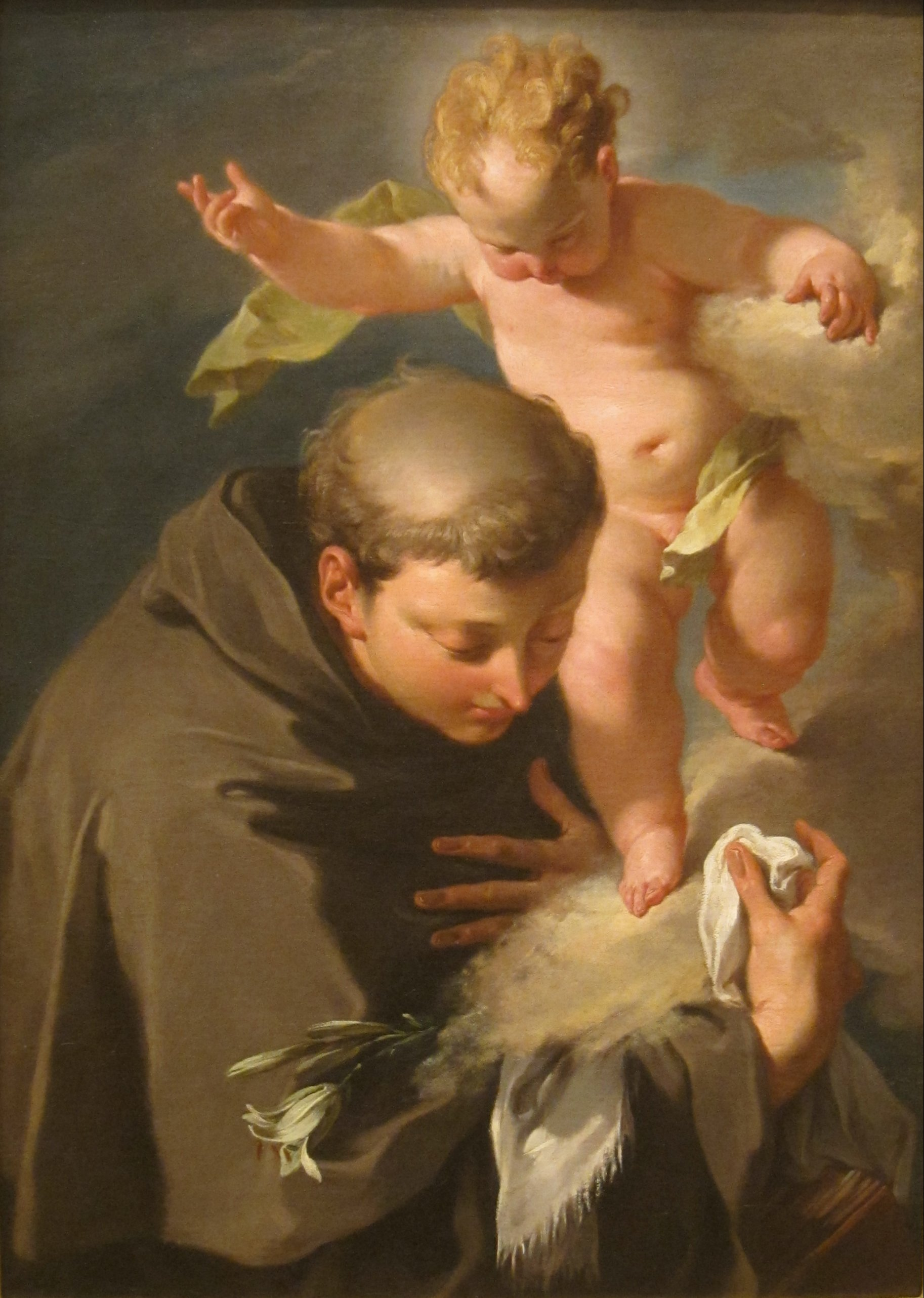
Pittoni, Het visioen van de heilige Antonius van Padua (ca. 1730).

Giovanni Battista (Giambattista) Pittoni (Venetië, 20 juni 1687 - aldaar, 17 november 1767) was een Venetiaanse kunstschilder. Hij wordt gerekend tot de late barok en rococo en evolueerde later naar het neoclassicisme.
Pittoni schilderde religieuze, historische en mythologische onderwerpen. Hij was een van de oprichters van de Academie voor Schone Kunsten van Venetië, en werd in 1758 de tweede voorzitter, als opvolger van Tiepolo.
Pittoni heeft nooit zijn geboortestad Venetië verlaten, maar hij werkte wel voor Duitse, Oostenrijkse, Poolse en Russische opdrachtgevers. 
- Biblioteca Nacional de España: XX1161365
- Bibliothèque nationale de France: cb16851658m (data)
- Gemeinsame Normdatei: 118792407
- International Standard Name Identifier: 0000 0000 6629 6327
- KulturNav: 06c8376b-86f0-4161-9456-a7a917f8a80d
- Library of Congress Control Number: n80060793
- National Gallery of Victoria: 1171
- Nationale Bibliotheek van Tsjechië: ola2002153924
- Nationale Bibliotheek van Israël: 987007462117405171
- Nederlandse Thesaurus van Auteursnamen: 07094816X
- Réseau des bibliothèques de Suisse occidentale: 02-A003697913
- RKD-Nederlands Instituut voor Kunstgeschiedenis: 63733
- SNAC: w6hd7vmp
- Système universitaire de documentation: 164931287
- Union List of Artist Names: 500003150
- Virtual International Authority File: 25398706
- WorldCat: E39PBJqvWtqbF7GcmM68VbyTpP